# Talia Castellano
Talia Joy Castellano (* 18. August 1999 in Orlando, Florida; † 16. Juli 2013 ebenda) war eine US-amerikanische Beauty-Bloggerin, die durch Schminkvideos auf YouTube Bekanntheit erlangte.

## Leben
Talia Castellano erkrankte bereits mit sieben Jahren an Krebs. Sie litt an einem Neuroblastom und an einem Myelodysplastischen Syndrom. Mehrere Therapien zur Behandlung der Erkrankungen verliefen erfolglos.
Auf ihrem Youtube-Kanal TaliaJoy18, auf dem sie sich vor allem mit den Themen Makeup und Beauty beschäftigte, hatte sie mehr als 800.000 Abonnenten; ihre Videos wurden bis zum Zeitpunkt ihres Todes rund 45 Millionen Mal abgerufen. Die erstellte Facebookseite "Angels for Talia" verzeichnet heute über 650.000 Likes.
Im September 2012 trat Castellano in der The Ellen DeGeneres Show auf, wo sie zum Ehren-CoverGirl ernannt wurde. Für die Kosmetikfirma CoverGirl stellte sie Tutorials ins Internet. Danach erschien sie in mehreren Magazinen mit ihrem Slogan „Make-up ist meine Perücke“. Im Mai 2013 beschlossen Castellano und die Modedesignerin Urbana Chappa die Gestaltung einer Modelinie namens That Bald Chick (Das kahle Mädchen).
Castellano starb am 16. Juli 2013 im Arnold Palmer Hospital für Kinder in Orlando, nachdem sie sechs Monate dort behandelt worden war.

## Trivia
YouTube widmete ihr den am 11. Dezember 2013 erschienenen Jahresrückblick.